# نصف ميت 2 (فلم)
نصف ميت 2 (بالإنجليزية: Half Past Dead 2) هو فيلم أكشن تم إنتاجه في الولايات المتحدة وصدر سنة 2007 بطولة بيل غولدبيرغ وكوروبت وهو الجزء الثاني من سلسلة أفلام «نصف ميت».

## القصة
عندما تندلع أعمال شغب داخل السجن ويقوم الرجل المسؤول عن تلك الفوضى باختطاف زوجة وابنة مجرم غليظ، حينها يدرك أن السبيل لإنقاذ عائلته هو التحالف مع زميله السجين للتصدي لكل من يعترضهم.

## روابط خارجية
- نصف ميت 2 على موقع IMDb (الإنجليزية)
- نصف ميت 2 على موقع ألو سيني (الفرنسية)
- نصف ميت 2 على موقع Turner Classic Movies (الإنجليزية)
- نصف ميت 2 على موقع أول موفي (الإنجليزية)
- نصف ميت 2 على موقع فيلمافينيتي (الإسبانية)
- نصف ميت 2 على موقع قاعدة بيانات الأفلام السويدية (السويدية)
- نصف ميت 2 على موقع قاعدة بيانات الفيلم (الإنجليزية)
- نصف ميت 2 على موقع ليتربوكسد (الإنجليزية)
- نصف ميت 2 على موقع كينوبويسك (الروسية)